# Hundsjön (Floda socken, Södermanland)
Hundsjön är en sjö i Eskilstuna kommun och Katrineholms kommun i Södermanland och ingår i Nyköpingsåns huvudavrinningsområde. Sjön har en area på 0,0834 kvadratkilometer och ligger 89 meter över havet.

## Delavrinningsområde
Hundsjön ingår i det delavrinningsområde (655725-153056) som SMHI kallar för Utloppet av Lören. Medelhöjden är 76 meter över havet och ytan är 15,24 kvadratkilometer. Det finns inga avrinningsområden uppströms utan avrinningsområdet är högsta punkten. Åtorpsån som avvattnar avrinningsområdet har biflödesordning 4, vilket innebär att vattnet flödar genom totalt 4 vattendrag innan det når havet efter 87 kilometer. Avrinningsområdet består mestadels av skog (82 procent). Avrinningsområdet har 0,68 kvadratkilometer vattenytor vilket ger det en sjöprocent på 4,4 procent.